# Kernkraftwerk Ōma
Das Kernkraftwerk Ōma (jap. 大間原子力発電所, Ōma genshiryoku hatsudensho), im Englischen auch Ohma, ist ein japanisches Kernkraftwerk, das bei der Stadt Ōma im Landkreis Shimokita in der Präfektur Aomori entsteht. Baubeginn war der 7. Mai 2010.  Im selben Landkreis befindet sich auch das Kernkraftwerk Higashidōri.
Der Reaktor soll eine elektrische Nettoleistung von 1.325 MW sowie eine thermische Leistung von 4114 MW aufweisen. Die ursprünglich projektierte Inbetriebnahme im März 2012 wurde nach neuen gesetzlichen Vorschriften zum Schutz vor Erdbebenschäden vorerst auf November 2014 verlegt. Im Dezember 2014 wurde mit einer Inbetriebnahme im Jahr 2021 gerechnet. Im September 2016 wurde das Datum der Inbetriebnahme erneut verschoben, diesmal auf Ende 2023 oder Anfang 2024. Im September 2018 wurde die Inbetriebnahme auf das Jahr 2026 verschoben, da der Reaktor ein erweitertes Screening durchlaufen müsse.
Eigentümer ist der unter der Marke J-Power auftretende Energieproduzent Dengen Kaihatsu. Ōma wird das erste Kernkraftwerk Dengen Kaihatsus sein.

## Daten des Reaktorblocks
Das Kernkraftwerk Ōma besitzt einen in Bau befindlichen Kraftwerksblock:
| Reaktorblock | Reaktortyp | Netto- leistung | Brutto- leistung | Baubeginn  | Netzsyn- chronisation | Kommer- zieller Betrieb | Abschal- tung |
| ------------ | ---------- | --------------- | ---------------- | ---------- | --------------------- | ----------------------- | ------------- |
| Ōma          | ABWR       | 1325 MW         | 1383 MW          | 07.05.2010 |                       |                         |               |